# Cheiridopsis imitans
Cheiridopsis imitans är en isörtsväxtart som beskrevs av L. Bol. Cheiridopsis imitans ingår i släktet Cheiridopsis och familjen isörtsväxter. Inga underarter finns listade i Catalogue of Life.